# The Oncoming Storm
The Oncoming Storm è il secondo album degli Unearth, pubblicato nel 2004 dalla Metal Blade Records.
L'album ha debuttato al numero 105 della Billboard, vendendo 13 285 copie e oltrepassando poi la soglia delle 100 000 copie nei soli Stati Uniti.
Si tratta del primo disco per una major come la Metal Blade ed è stato prodotto ancora una volta dal chitarrista dei Killswitch Engage Adam Dutkiewicz. Inoltre è il primo album con Mike Justian alla batteria, che sostituisce Mike Rudberg.
Il 18 ottobre 2005 è stata pubblicata una edizione speciale contenente due bonus track, e un DVD contenente performance live, riprese dietro le quinte, interviste, un approfondimento sulle registrazioni dell'album e quattro videoclip.

## Tracce
1. The Great Dividers – 4:02
2. Failure – 3:12
3. This Lying World – 4:17
4. Black Hearts Now Reign – 4:03
5. Zombie Autopilot – 4:10
6. Bloodlust of the Human Condition – 3:28
7. Lie to Purify – 3:41
8. Endless – 3:23
9. Aries – 2:40
10. Predetermined Sky – 4:05
11. False Idols – 3:43

### Tracce bonus
1. One Step Away – 3:18
2. The Charm – 3:13

## Formazione
- Trevor Phipps - voce
- Buz McGrath - chitarra
- Ken Susi - chitarra
- John "Slo" Maggard - basso
- Mike Justian - batteria